# Zanomys aquilonia
Zanomys aquilonia là một loài nhện trong họ Amaurobiidae.
Loài này thuộc chi Zanomys. Zanomys aquilonia được miêu tả năm 1972 bởi Leech.